# 앙드레 그레트리

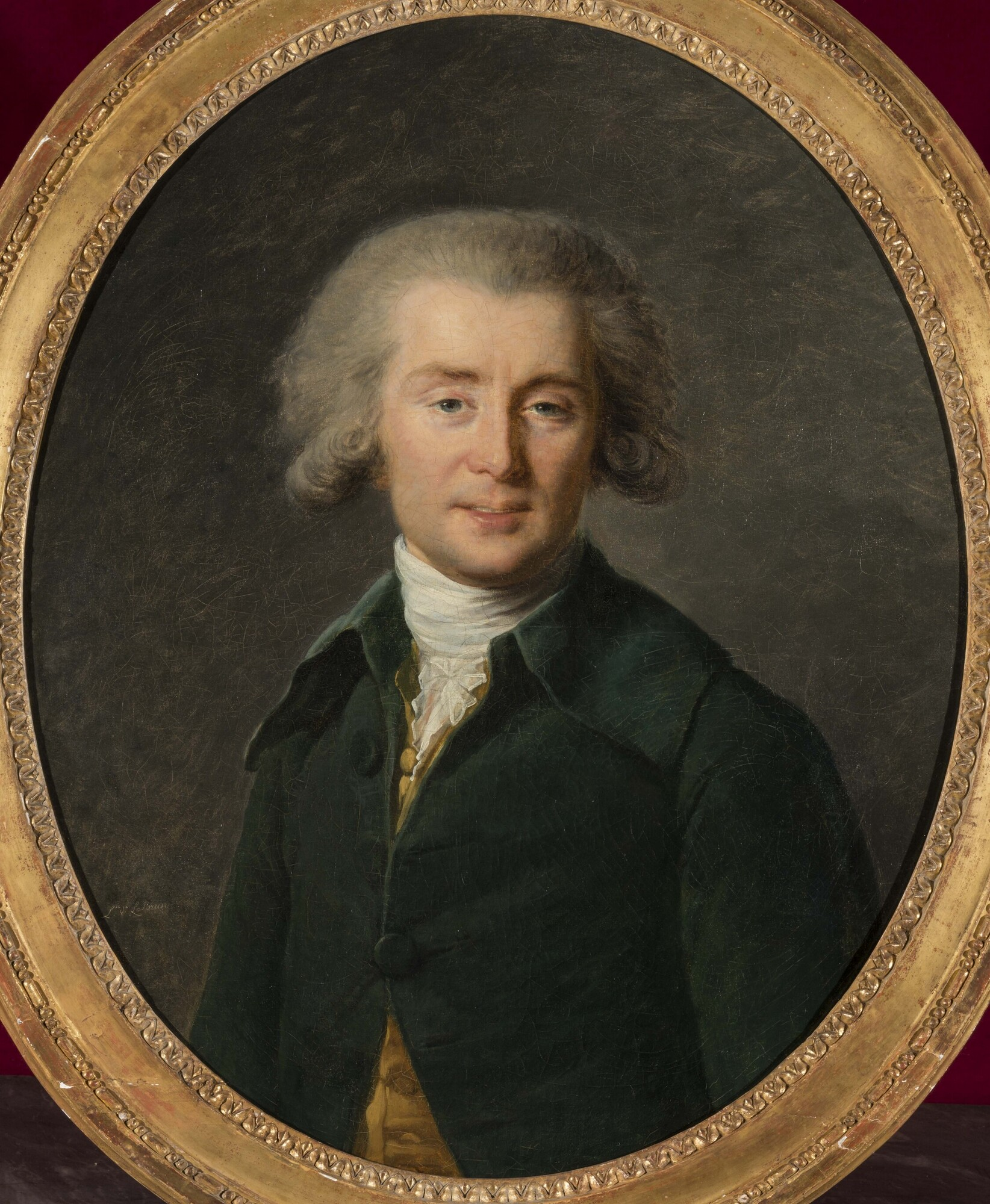
앙드레 그레트리

앙드레 에르네스트 모데스트 그레트리(André Ernest Modeste Grétry, 1741년 2월 8일~1813년 9월 24일)는 프랑스의 작곡가이다. 원래는 벨기에 출신이나 프랑스에서 활약, 특히 오페라 코미크의 유행작곡가가 되었다. 그레트리는 프랑스 음악에 감각의 정묘함과 표현의 명쾌함을 가져왔다고도 하며 멜로디의 서정적인 노래와 생생하고 솔직한 표정으로 '프랑스의 페르골레시'라고도 한다.